# Piptadenia
Piptadenia é um género botânico pertencente à família Fabaceae, a mesma família do feijão.

## Espécies descritas
1. Piptadenia moniliformis (Catanduva)
2. Piptadenia gonoacantha (Pau-jacaré)
3. Piptadenia viridiflora (Jiquirizeiro)
4. Piptadenia piteolobim (Arapiraca)